# Upplands runinskrifter 804
Upplands runinskrifter 804 är en runsten i Långtora socken i Uppland. Den står på västra sidan om vägen mellan Stockholms Segelflygklubbs föreningsstuga och Långtora flygfält. Stenen saknar informationstavla.

## Stenen
Runstenen står på sin ursprungliga plats. Stenen har en koniskt huggen form och inskriften består blott av en enda horisontell rad med runor under ett enkelt kors. Budskapet innehåller en kristen bön. Runorna är ihopskrivna utan mellanrum mellan orden. Av stilen att döma är den sannolikt skapad av runmästaren Fot[källa behövs]. Erik Brate har attribuerat ristningen till Torgöt Fotsarve, men det är en mycket osäker attribuering.
Ett par translittererade översättningar följer på inskriften nedan:

## Inskriften
- Runor: ᚴᚢᚦᚼᛁᛅᛚᛒᛁᛅᚾᛏᛅᚾᚢᚾᛏᛅ[4]
- Runsvenska: kuþ ialbi ant anunta[5]
- Normaliserad: Guð hialpi and Anunda.[5]
- Nusvenska: "Gud hjälpe Anunds ande."[5]